# Sus scrofa moupinensis
Sus scrofa moupinensis is een ondersoort van het wild zwijn, die voorkomt in China (o.a. Sichuan) en Vietnam. De ondersoort werd beschreven door Alphonse Milne-Edwards in 1871. Het is waarschijnlijk een voorouder van het tamme varken.